# Michael Tronick
Michael Tronick, né le 2 mars 1949 à Los Angeles, est un monteur américain.
Il a été vice-président de l'American Cinema Editors de fin 2003 à fin 2005.

## Filmographie
- 1982 : Chicanos story (Zoot Suit), de Luis Valdez
- 1987 : Le Flic de Beverly Hills 2, de Tony Scott
- 1987 : Neige sur Beverly Hills, de Marek Kanievska
- 1988 : Midnight Run, de Martin Brest
- 1990 : Vengeance, de Tony Scott
- 1990 : Jours de tonnerre, de Tony Scott
- 1991 : La Chanteuse et le Milliardaire, de Jerry Rees
- 1991 : Hudson Hawk, gentleman et cambrioleur, de Michael Lehmann
- 1992 : Le Temps d'un week-end, de Martin Brest
- 1993 : True Romance, de Tony Scott
- 1994 : Deux cow-boys à New York, de Gregg Champion
- 1995 : Piège à grande vitesse, de Geoff Murphy
- 1996 : L'Effaceur, de Chuck Russell
- 1997 : Volcano, de Mick Jackson
- 1998 : Rencontre avec Joe Black, de Martin Brest
- 1999 : Flic de haut vol, de Les Mayfield
- 2000 : Le Plus Beau des combats, de Boaz Yakin
- 2001 : American Outlaws de Les Mayfield
- 2002 : Le Roi scorpion de Chuck Russell
- 2003 : S.W.A.T. unité d'élite, de Clark Johnson
- 2005 : Mr. et Mrs. Smith, de Doug Liman
- 2007 : Hairspray, d'Adam Shankman
- 2008 : Histoires enchantées, d'Adam Shankman
- 2011 : The Green Hornet de Michel Gondry
- 2011 : Happy New Year de Garry Marshall
- 2012 : Act of Valor, de Mike McCoy et Scott Waugh
- 2013 : 2 Guns, de Baltasar Kormákur
- 2015 : Jet Lag de Ken Scott
- 2015 : Les 33 (The 33) de Patricia Riggen
- 2015 : NWA : Straight Outta Compton, de F. Gary Gray
- 2018 : Tomb Raider de Roar Uthaug